# 27740 Obatomoyuki
27740 Obatomoyuki è un asteroide della fascia principale. Scoperto nel 1990, presenta un'orbita caratterizzata da un semiasse maggiore pari a 2,3954527 UA e da un'eccentricità di 0,2152035, inclinata di 10,30684° rispetto all'eclittica.